# Люсиен Февър
Люсиен Февър (на френски: Lucien Febvre) е френски историк.

## Биография
Той е роден на 11 юли 1878 г. в Нанси. През 1902 г. завършва история и география в Екол нормал в Париж. След Първата световна война преподава в Страсбургския университет, където се запознава с Марк Блок. Двамата имат общ философски и политически подход към историята и поставят началото на Школата „Анали“. След 1933 г. Февър преподава в Колеж дьо Франс. От 1948 г. оглавява Шеста секция („Икономически и социални науки“) в Практическото училище за висши изследвания (École pratique des hautes études). 
Люсиен Февър умира на 11 септември 1956 година в Сент Амур, градче във Франш Конте.